# Städtische Galerie Nordhorn
Die Städtische Galerie Nordhorn ist ein Kunstmuseum der Stadt Nordhorn.

## Geschichte

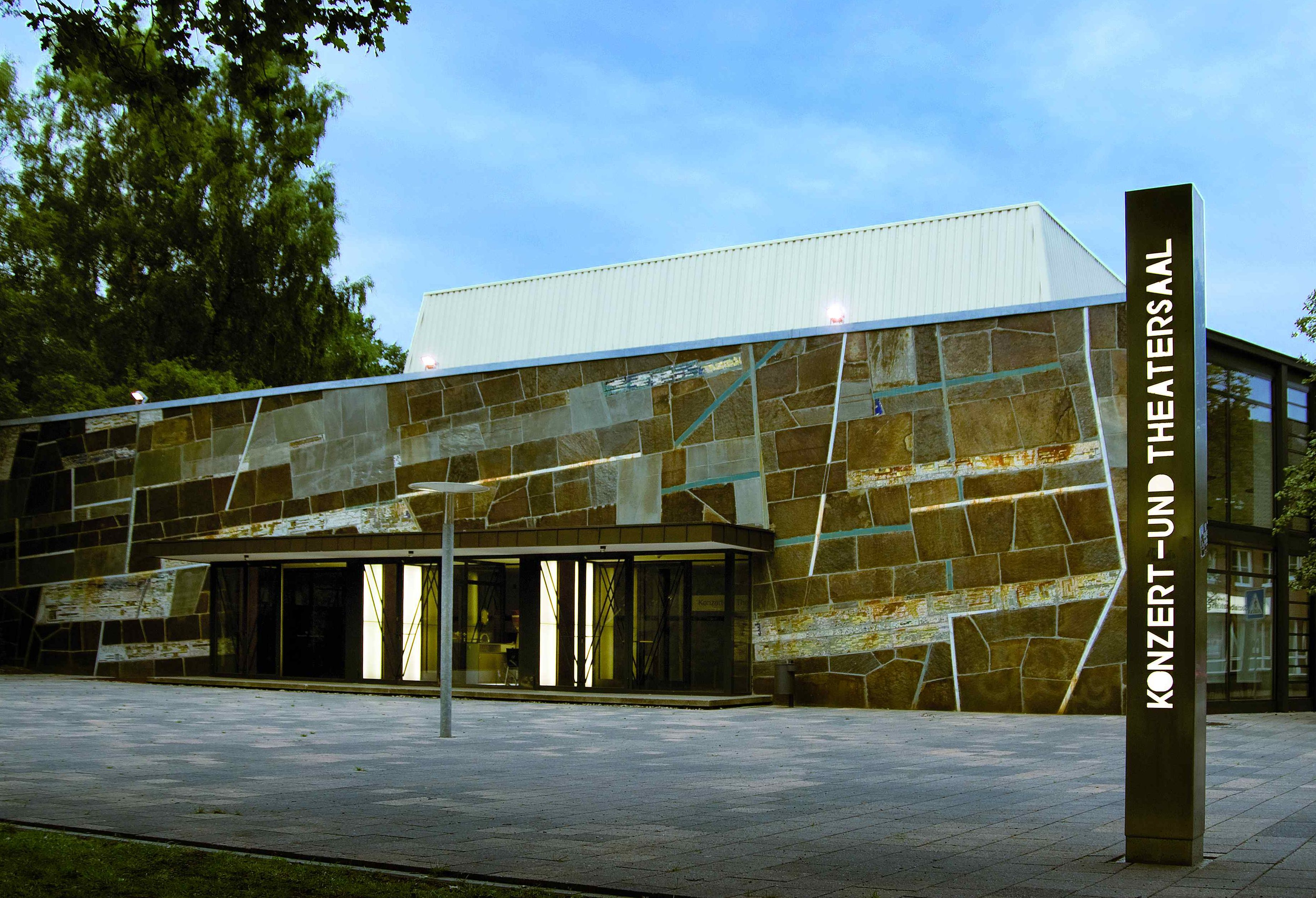
Konzert- und Theatersaal (KTS) in Nordhorn

Die Anfänge der Städtischen Galerie gehen auf das Jahr 1961 zurück, als ehrenamtlich im Konzert- und Theatersaal Ausstellungen organisiert wurden. Seit 1999 befindet sich die Städtische Galerie in zwei Pavillons in der Alten Weberei. Sie wurden vom irischen Künstler Stephen Craig entworfen und sind ca. 460 m² groß.

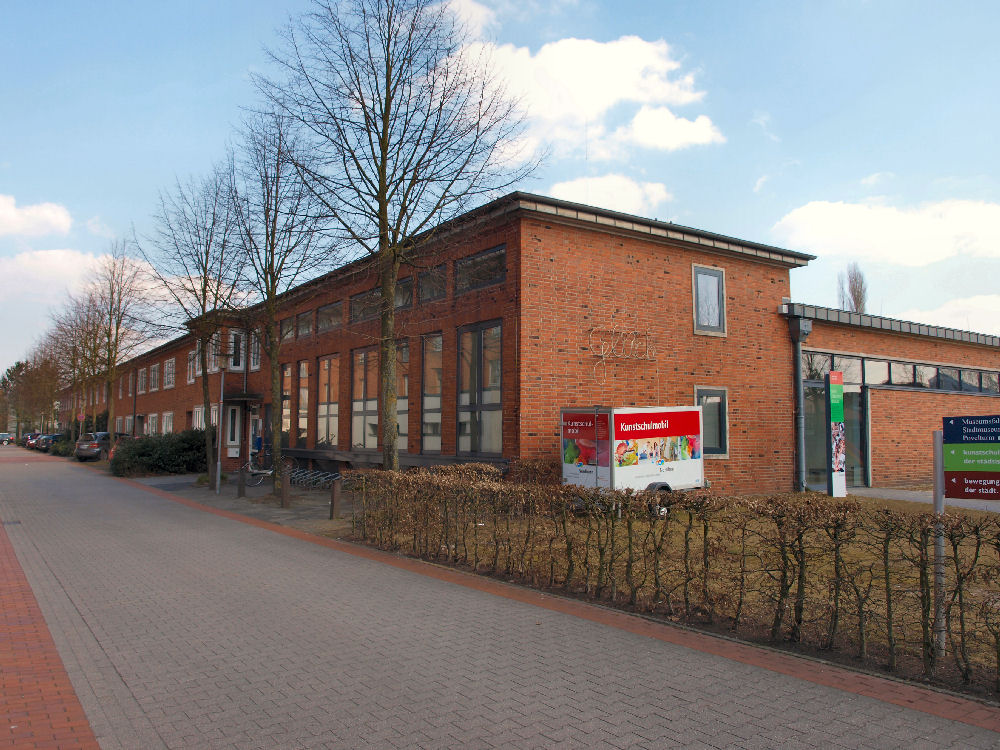
Alte Webereihalle in Nordhorn

Es finden hauptsächlich Ausstellungen zur Gegenwartskunst statt; begleitend zum Ausstellungsprogramm ist die Kunstschule integriert, eine kunstpädagogische Bildungseinrichtung, die Angebote für Kinder, Jugendliche und Pädagogen entwickelt. Seit 1979 wird der Kunstpreis der Stadt Nordhorn verliehen, der mit einer Werksausstellung in der Städtischen Galerie verbunden ist.
Viele Ausstellungen von international bekannten Künstlern und Projekte im öffentlichen Raum der Stadt Nordhorn und des Umlandes sorgten für überregionale Aufmerksamkeit.

## Kunstwegen
Das Projekt kunstwegen unter der Leitung von Martin Köttering wurde von der Städtischen Galerie Nordhorn mitinitiiert. Im Rahmen dieses Projektes wurden Werke wie der Schwarze Garten von Jenny Holzer geschaffen.

## Ausstellungen (Auswahl)
- Heinrich Riebesehl: Photographien. 13. März bis 17. April 1983
- Joseph Beuys: Landschaften. 17. Februar bis 1. April 1984
- Richard Deacon: Arbeiten und Papier und Skulpturen. 6. Juni bis 2. August 1992
- Panamarenko: AutoVision. 3. Juni bis 13. August 1995
- Dan Graham: Pavillons. 16. Februar bis 31. März 1996
- Kalin Lindena: Das Meer sich kämmt zur Reise wieder. 22. September bis 18. November 2012
- Tamara Grcic: zugunruhe. 1. Juni bis 28. Juli 2013
- Peter Piller: Belegkontrolle. 14. März bis 17. Mai 2015

## Leitung
- Eckhard Schneider (1976–1989)
- Martin Köttering (1995–2002)
- Roland Nachtigäller (2003–2008)
- Veronika Olbrich (2008–2013)
- Thomas Niemeyer (seit 2013)

Koordinaten: 52° 25′ 58,2″ N, 7° 4′ 30,3″ O